# Catedral de San Roque (Caloocan)
La catedral de San Roque o la catedral de Caloocan es la catedral de la diócesis de Caloocan, ubicada cerca de la intersección de la Avenida 10 y la calle A. Mabini Street, en la ciudad de Caloocan, Filipinas. El actual rector es Deogracias S Iñiguez, que también ejerce como obispo de la diócesis. 
La parroquia comenzó a partir de una pequeña visita, una capilla iniciada por Manuel Vaquero, vicepárroco de Tondo, que con la cooperación de la gente, fue capaz de construir un lugar de culto en uno de los distritos de Caloocan llamado Libis Aromahan (Sitio de Espinas) en 1765. El sacerdote le dio a esta comunidad dos estatuas: San Roque y Nuestra Señora de las Nieves. Estas dos estatuas fueron traídas por los agustinos recoletos de Talavera, en España.